# Martín Roca Casas
Martín Javier Roca Casas (Lima, 26 de abril de 1966) fue un estudiante peruano de economía de la Universidad Nacional del Callao, dirigente del Centro Federado de Estudiantes de esa casa de estudios. Tenía 27 años cuando, el 5 de octubre de 1993 a las 22.30, agentes del Servicio de Inteligencia del Ejército lo detuvieron cuando regresaba de la universidad a su barrio, Villa Señor de los Milagros, en el distrito de Carmen de La Legua - Reynoso. La última actividad que organizó con sus compañeros fue una protesta contra el alza del "medio pasaje universitario".

## Biografía
Nacido en Lima el 26 de abril de 1966, fue estudiante de economía de la Universidad Nacional del Callao, donde conoció y compartió aulas con Kenneth Anzualdo Castro, ambos desaparecidos en 1993. Martín vivió su niñez y juventud en el barrio de Villa Señor de los Milagros en el Distrito de Carmen de la Legua-Reynoso. Su padre era un reconocido sindicalista. El 5 de octubre de 1993, Martín salió de su vivienda a las 5 de la tarde, desde entonces no ha regresado.

## Secuestro y desaparición
En el informe de la Comisión de la Verdad y Reconciliación de Perú, que estudia el periodo de conflicto armado interno que se desarrolló en el país durante los años 1990 y 2000 se señala que el 5 de octubre de 1993, las fuerzas combinadas de la Marina de Guerra del Perú y la Dirección Contra el Terrorismo (DIRCOTE) realizaron un operativo rastrillaje en el barrio Villa Señor de los Milagros, en el distrito de Carmen de la Legua y detuvieron a Martín, quien se encuentra desaparecido desde esa fecha. El domicilio de Roca Casas ya había sido allanado el 17 de agosto de 1993 por las mismas fuerzas combinadas.
Antes de su desaparición, el 17 de agosto de 1993, Martín Roca participó en una marcha de protesta con otros estudiantes de la Universidad del Callao en contra del alza del "medio pasaje universitario".  En el curso de la manifestación, los estudiantes sorprendieron a dos personas extrañas que filmaban con una cámara de vídeo la marcha estudiantil. Creyendo que se trataba de dos periodistas, les solicitaron identificarse, cosa que fue rechazada por estas personas, produciéndose un altercado en el que finalmente los estudiantes les arrebataron la cinta de video y la destruyeron en el acto.

## Desaparición en el Cuartel General del Ejército
El periodista Ricardo Uceda, señala que Jesús Sosa Saavedra alias "Kerosene" le contó que Martín Roca, Kenneth Anzualdo y el docente universitario Justiniano Najarro Rúa fueron detenidos y estuvieron presos en las celdas del Servicio de Inteligencia del Ejército SIE, en los sótanos del Cuartel General del Ejército del Perú, también llamado "Pentagonito", donde fueron torturados, ejecutados y sus cuerpos incinerados en los hornos que allí existían. La declaración de Sosa se condice con la existencia de tres cuadernos de Registro de Ingreso de Personas, Memorándum del Servicio de Custodia y Memorándum del Servicio SIE-2, que informan sobre el ingreso y salida de detenidos de los calabozos del SIE. Aun cuando no aparecen nombres en los documentos las fechas de detención coinciden en el día y a en las dos horas posteriores, en las que se produjeron las desapariciones de estas personas.

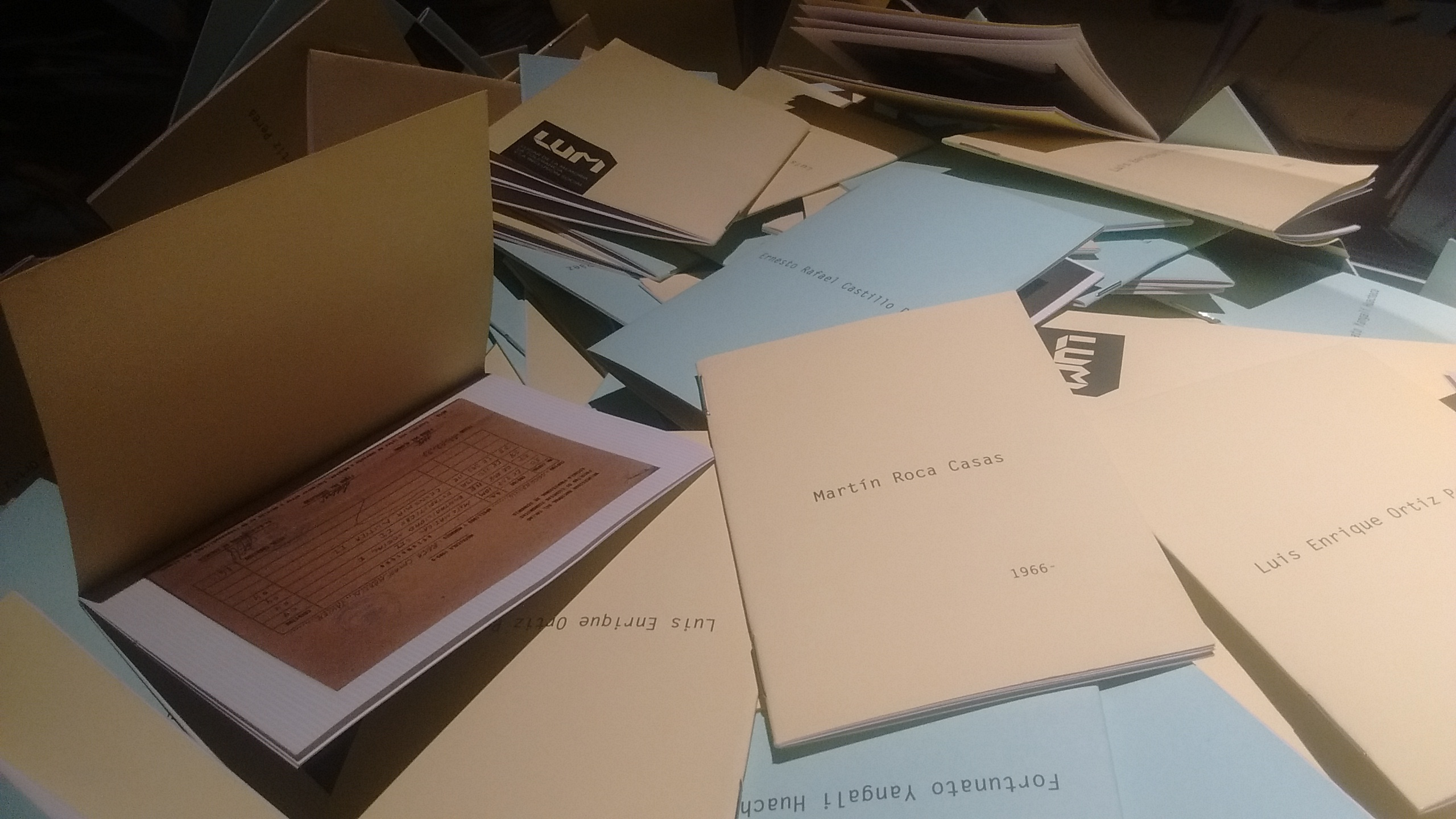
Cuadernillo conmemorativo sobre Martín Roca Casas en una instalación en el Lugar de la Memoria, Lima.

## Judicialización
El padre de Martín hizo la denuncia por la desaparición de su hijo ante el Fiscal Supremo Adjunto para Derechos Humanos, quien derivó la investigación a la 3.ª Fiscalía Provincial Penal del Callao. El 18 de enero de 1994, la Comisión Interamericana de Derechos Humanos recibió una denuncia señalando la responsabilidad de la República del Perú por la desaparición forzada de Martín.

## Los responsables
Fueron denunciados penalmente por desaparición forzada de Martín el Oficial de Mar de Tercera Percy Tarazona Esteves y su mando el Capitán de Fragata de la Marina de Guerra Elías Manuel Ponce Feijoo. El hecho ocurrió durante el gobierno de Alberto Fujimori. El 27 de septiembre de 2016, el Poder Judicial, a través del fallo de la Segunda sala Penal Liquidadora sentenció como autores mediatos a 22 años de cárcel al exasesor presidencial Vladimiro Montesinos y al excomandante general del Ejército, Nicolás Hermosa Ríos, también condenó a 15 años de prisión al exjefe de la Dirección de Inteligencia del Ejército (DINTE), Jorge Nadal Paiva. De estos tres solo el primero acudió a la lectura de sentencia, mientras que Hermoza Ríos, se negó a salir de su celda y Nadal no acudió y se encuentra prófugo.